# Ukraine au Concours Eurovision de la chanson 2009
L'Ukraine a participé au Concours Eurovision de la chanson 2009 à Moscou en Russie.

## Sélection nationale
Le processus de sélection commença par l'appel de la NTU pour trouver des concurrents, avec pour date finale d'inscription le 16 janvier. Entre le 21 et 23 janvier, un jury de sept personnes nommée par la chaîne sélectionna 30 participants qui furent présentés lors de la semi-finale non télévisée. Sur ces 30 chansons, 15 furent sélectionnées. Plus tard, la chanteuse Anastassia Prykhodko sera disqualifiée par le jury pour avoir chanté la chanson Vsyo dlya tebya, issue son répertoire de l'époque où elle participait à l'émission Star Factory.
Après plusieurs changements de dates, en partie à cause de cette disqualification, la finale de la sélection nationale ukrainienne s'est tenue le 8 mars 2009, au Ukraina Palace de Kiev. 14 chansons y étaient donc encore en compétition pour représenter l'Ukraine au Concours Eurovision de la chanson. Le vote à 50 % entre le jury et le télévote du public, a permis de sélectionner Svetlana Loboda avec la chanson Be My Valentine!,.
Anastassia Prykhodko participe tout de même au Concours Eurovision cette année-là en remportant la sélection nationale en Russie,
| Ordre | Artiste             | Chanson                  | Points | Place |
| ----- | ------------------- | ------------------------ | ------ | ----- |
| 1     | Lenara              | Flash                    | 12     | 9     |
| 2     | Goryachiy Shokolad  | Kiss                     | 13     | 8     |
| 3     | Tetyana Bryantseva  | Sweet and Sugar Baby     | 5      | 13    |
| 4     | Denis Barkanov      | You Are My Love and Pain | 19     | 5     |
| 5     | Zaklyopki           | Time Is Up               | 22     | 2     |
| 6     | Natalia Volkova     | Gush                     | 16     | 6     |
| 7     | 4 Kings             | Tearin' Up My Heart      | 10     | 11    |
| 8     | ANA                 | You're Like A Paradise   | 4      | 14    |
| 9     | Svetlana Loboda     | Be My Valentine          | 28     | 1     |
| 10    | GODO                | Zagadaymo Bazhannya      | 11     | 10    |
| 11    | Alexander Panayotov | Superhero                | 22     | 2     |
| 12    | Ira Poison          | You Free Me              | 22     | 2     |
| 13    | Kishe               | Midnight                 | 8      | 12    |
| 14    | Tori Joy            | Smile                    | 18     | 6     |

## Lors duConcours Eurovision de la chanson 2009
Malgré la seconde place obtenue par Ani Lorak lors du concours en 2008, l'Ukraine du participer à la demi-finale le 14 mai 2009 pour avoir une place en finale. Avec 80 points et sa 6e place, elle participa sans problème à celle-ci. Lors de la finale elle termina à la 12e place avec 76 points.